# Онера
Онера (устар. Лопия) — река в России, протекает по территории Мезенского и Лешуконского районов Архангельской области. Длина реки — 45 км.
Истоком реки является озеро Ценогорское, лежащее на высоте 113,9 метра над уровнем моря. Река течёт на юг по заболоченному берёзово-еловому лесу, в низовьях поворачивает на юго-восток. Устье реки находится в 102 км по правому берегу реки Кыма на высоте 69,5 метра. Вблизи устья имеет ширину 6 м и глубину 0,4 м.
Основной приток — река Онерская Виска — впадает слева в 22 км от устья.

## Данные водного реестра
По данным государственного водного реестра России относится к Двинско-Печорскому бассейновому округу, водохозяйственный участок реки — Мезень от истока до водомерного поста у деревни Малонисогорская. Речной бассейн реки — Мезень.
По данным геоинформационной системы водохозяйственного районирования территории РФ, подготовленной Федеральным агентством водных ресурсов.